# Donata Minorati
Donata Caterina Minorati (Milano, 4 marzo 1965) è un'ex canottiera italiana.

## Biografia
Nata a Milano nel 1965, a 19 anni ha preso parte ai Giochi olimpici di Los Angeles 1984, nel quattro di coppia, insieme ad Alessandra Borio, Antonella Corazza (in sostituzione di Paola Grizzetti), Raffaella Memo e alla timoniera Roberta Del Core, chiudendo in sesta posizione con il tempo di 3'21"48.